# Emerson (Arkansas)
Pour les articles homonymes, voir Emerson.
Emerson est une municipalité du comté de Columbia, dans l'État de l'Arkansas aux États-Unis.

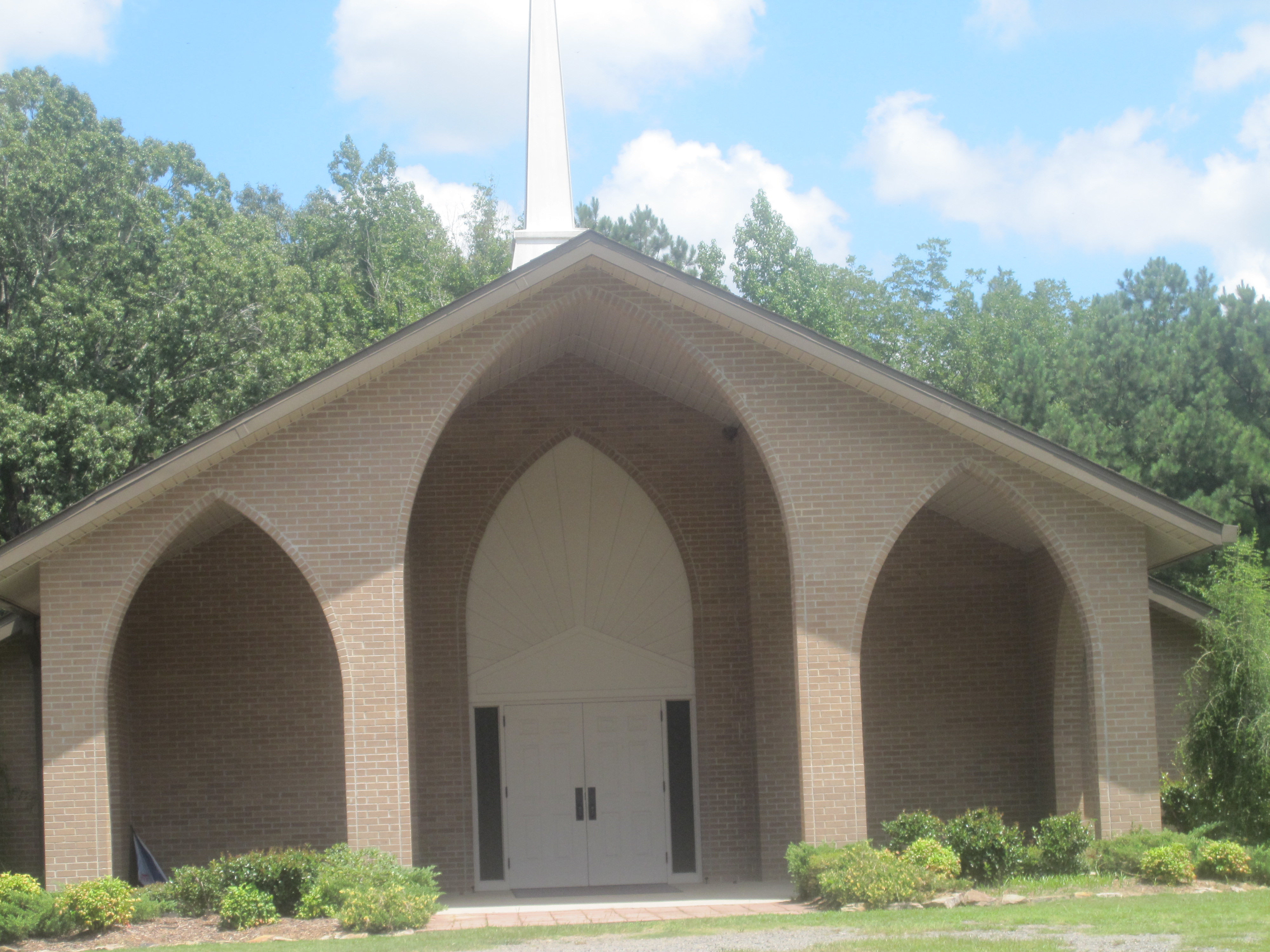
Église baptiste de Brister au nord d'Emerson. C'est l'une des nombreuses églises autour d'Emerson.

## Démographie
| 1920 | 1930 | 1940 | 1950 | 1960 | 1970 |
| ---- | ---- | ---- | ---- | ---- | ---- |
| 357  | 373  | 501  | 523  | 350  | 393  |

| 1980 | 1990 | 2000 | 2010 | - | - |
| ---- | ---- | ---- | ---- | - | - |
| 444  | 317  | 359  | 368  | - | - |